# 꼬르띠나
꼬르띠나(cortina)는 밀롱가에서 딴따 사이에 재생되는 20초~60초 정도의 짧은 음악이다. 댄서들에게 딴따가 끝났음을 알려준다. 파트너들은 서로 감사인사를 나누고, 각자의 테이블로 돌아간다. 그리고 다음 딴따에서의 새로운 파트너를 찾는다. 꼬르띠나는 전세계적으로 분포되어 있는 많은 밀롱가들에서 사용된다.